# Iedera (gmina)
Iedera – gmina w południowej Rumunii, terytorialnie i administracyjnie należąca do okręgu Dymbowica.
W skład gminy wchodzą 4 miejscowości: Colibași, Cricovu Dulce, Iedera de Jos (siedziba gminy) i Iedera de Sus. Według stanu na rok 2011 liczyła 4052 mieszkańców, zaś w roku 2021 jej liczebność wynosiła 3625 mieszkańców.